# Kostel svaté Maří Magdalény (Stonava)
Kostel svaté Maří Magdalény stojí ve Stonavě v okrese Karviná. V roce 1992 byl Ministerstvem kultury České republiky prohlášen kulturní památkou České republiky. Farní kostel náleží pod římskokatolickou farnost Stonava děkanátu Karviná ostravsko-opavské diecéze.

## Historie
První písemná zmínka o dřevěném kostele ve Stonavě pochází z roku 1447. Další dřevěný kostel byl postaven v roce 1779 na místě nynějšího (2023) katolického hřbitova. Zděný kostel byl postaven jako náhrada za dřevěný kostelík, který ještě sloužil do roku 1913, za působení prvního karvinského děkana pátera Františka Krzyska. Projekt kostela vypracoval architekt Bohuslav Černý a v letech 1906–1910 jej postavil stavitel Czempiel. Kostel byl v roce 1910 zasvěcen svaté Maří Magdaléně. Kostel stojí na poddolovaném území a vyžaduje časté opravy. V roce 1969 byla provedena oprava a instalace elektrického ovládání zvonu. V letech 1992 až 1993 proběhla generální oprava a v roce 1994 restaurování uměleckých děl v kostele. V roce 1998 byly zavěšeny ve věži dva nové zvony a třetí byl restaurován.

## Popis

### Exteriér
Kostel je volně stojící jednolodní orientovaná stavba s půlkruhovým závěrem a vestavěnou věží v průčelí. Je postaven z režných červených cihel v novogotickém stylu. K závěru jsou na obou stranách přistavěny patrové oratoře a sakristie. Osm jednou odstupňovaných opěráků je po stranách lodi a další jsou v rozích stavby a po straně průčelního vchodu. Na sedlové střeše kryté eternitem je šest vikýřů a na hřebeni je sanktusník. Vsazená hranolová věž ve vstupním průčelí, která vystupuje nad profilovanou korunní římsou, je ukončena jehlanovou střechou s křížem na vrcholu. Vstupní ústupkový portál je třikrát odstupňovaný s vloženými sloupy a půlkruhovým záklenkem. Nad vchodem je tympanon s reliéfem Tří Marií a andělem u Ježíšova hrobu. Nad tympanonem je trojúhelníkový štít a nad ním rozetové okno. Po stranách vchodu jsou dvě okna nad sebou a nad nimi okno sdružené. Do sakristie je prolomen vchod. Boční vchody do lodi vedou přes mělký transept se štítovým průčelím. Okna a dveře jsou obdélná s půlkruhovým záklenkem a nadokenními římsami, které sledují záklenek. Podokenní římsy jsou provedeny z hnědých a zelených glazovaných cihel.
Fasáda je zdobena zelenými glazovanými cihlami sestavenými do geometrických obrazců. Pod profilovanou korunní římsou se zubořezem je zdobný pás ze zelených glazovaných cihel.

### Interiér
Kruchta je nesena dvěma pilíři a dvěma čtvrtpilíři, podkruchtí má rovný strop. Loď má tři pole plochých křížových kleneb na stlačených pasech, které nasedají na sdružené pilastry. Kněžiště je klenuto konchou s výsečemi nad třemi okny. Sakristie je zaklenuta do traverz.

## Galerie

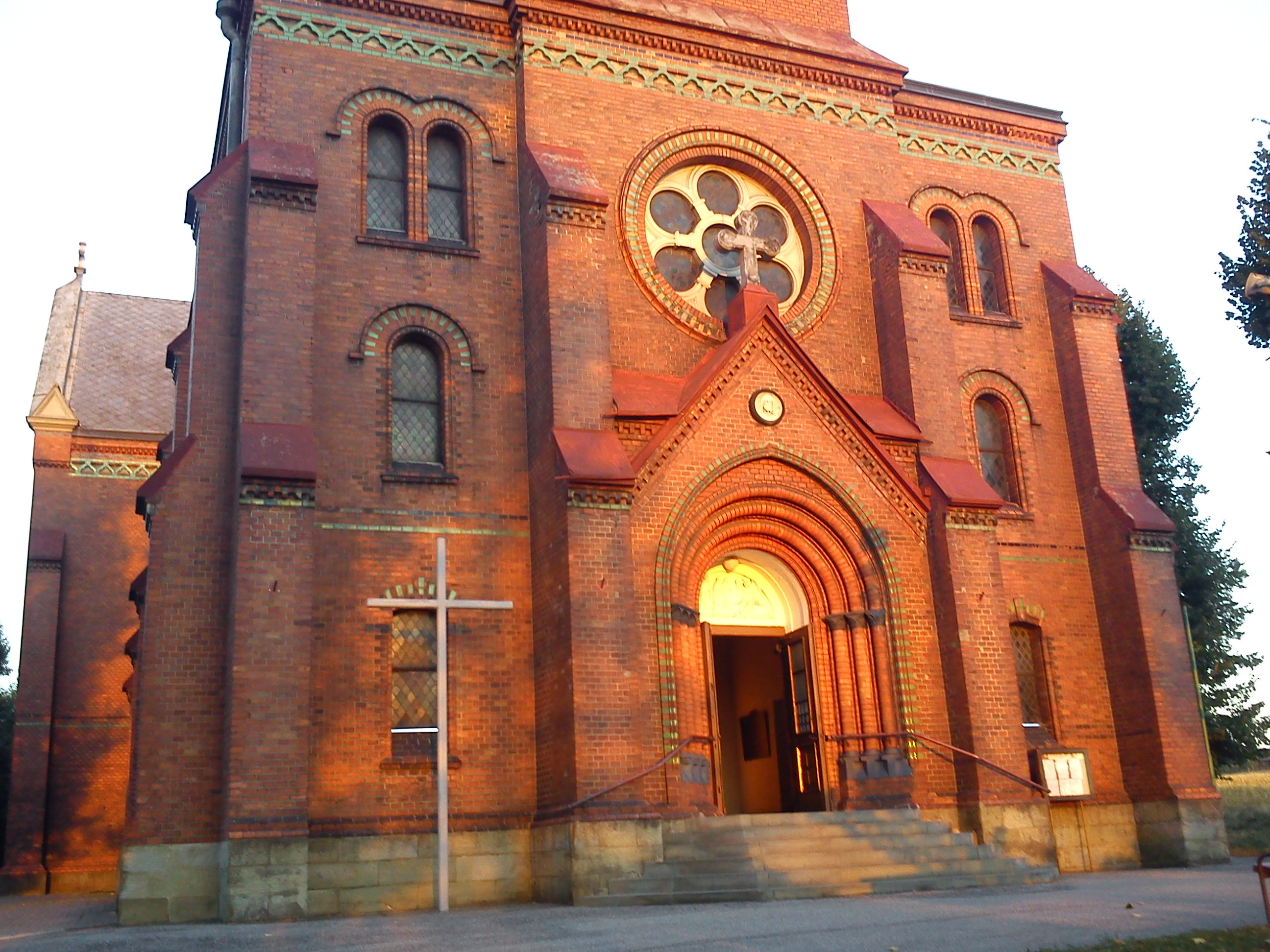
Vchodové průčelí
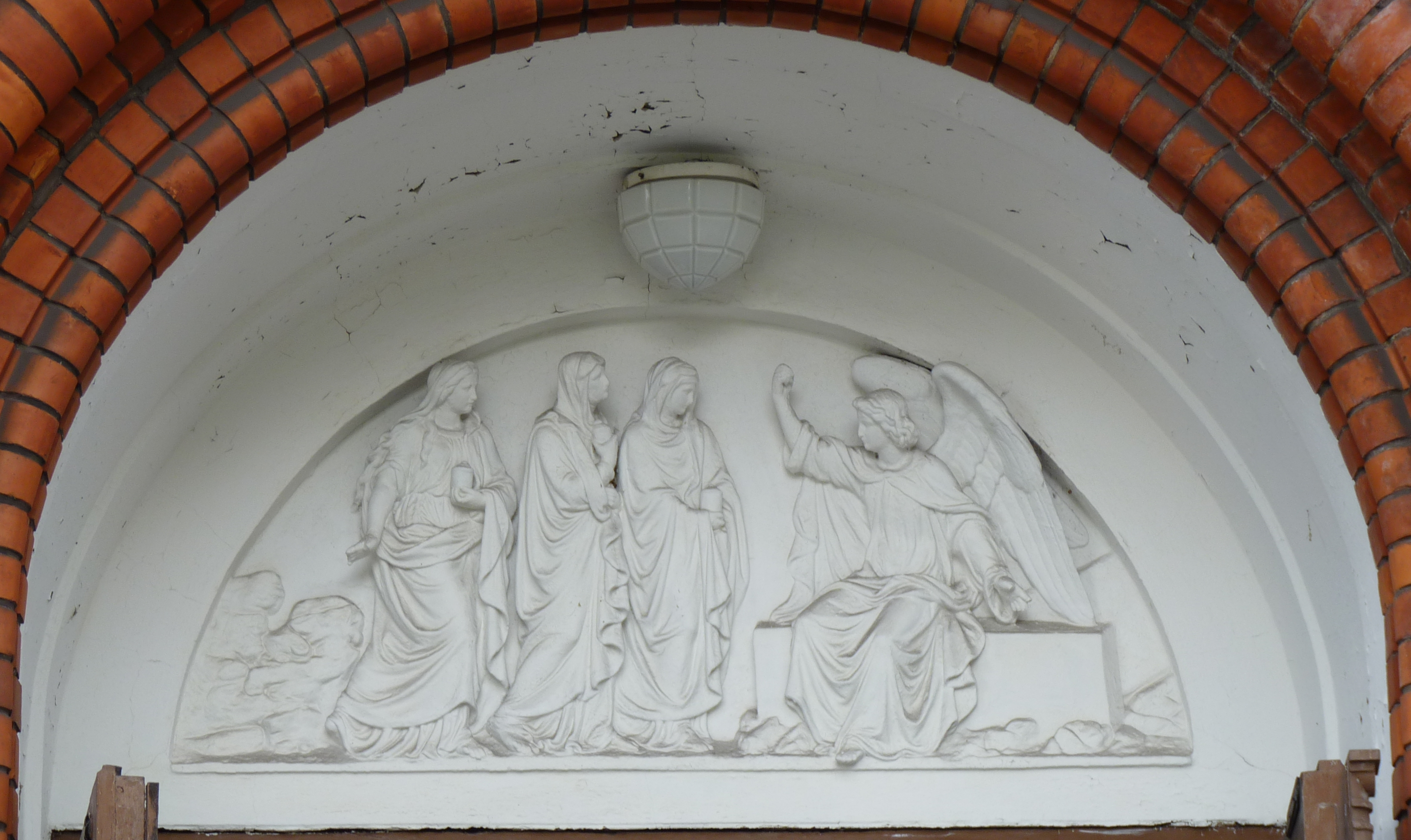
Tympanon
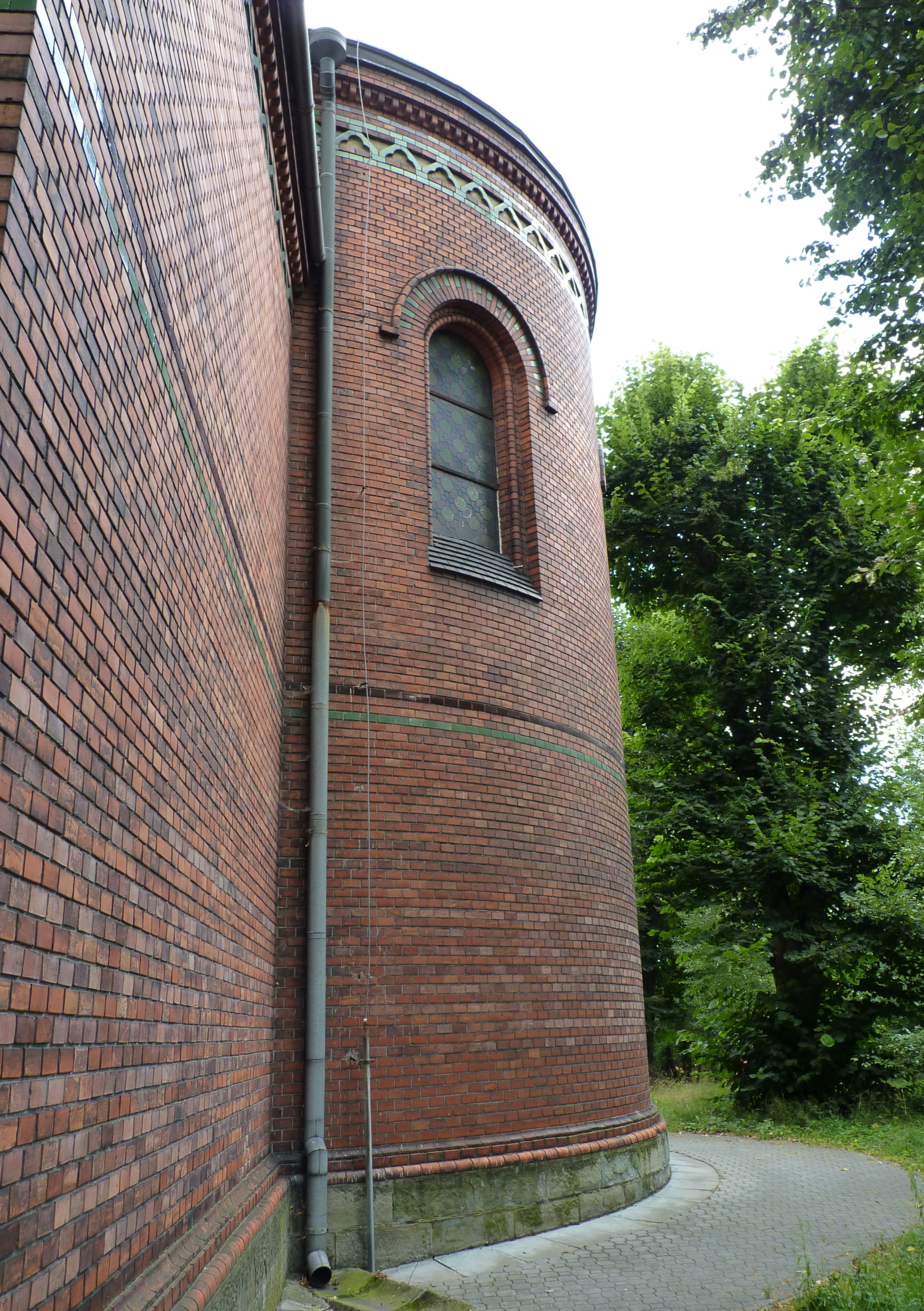
Závěr
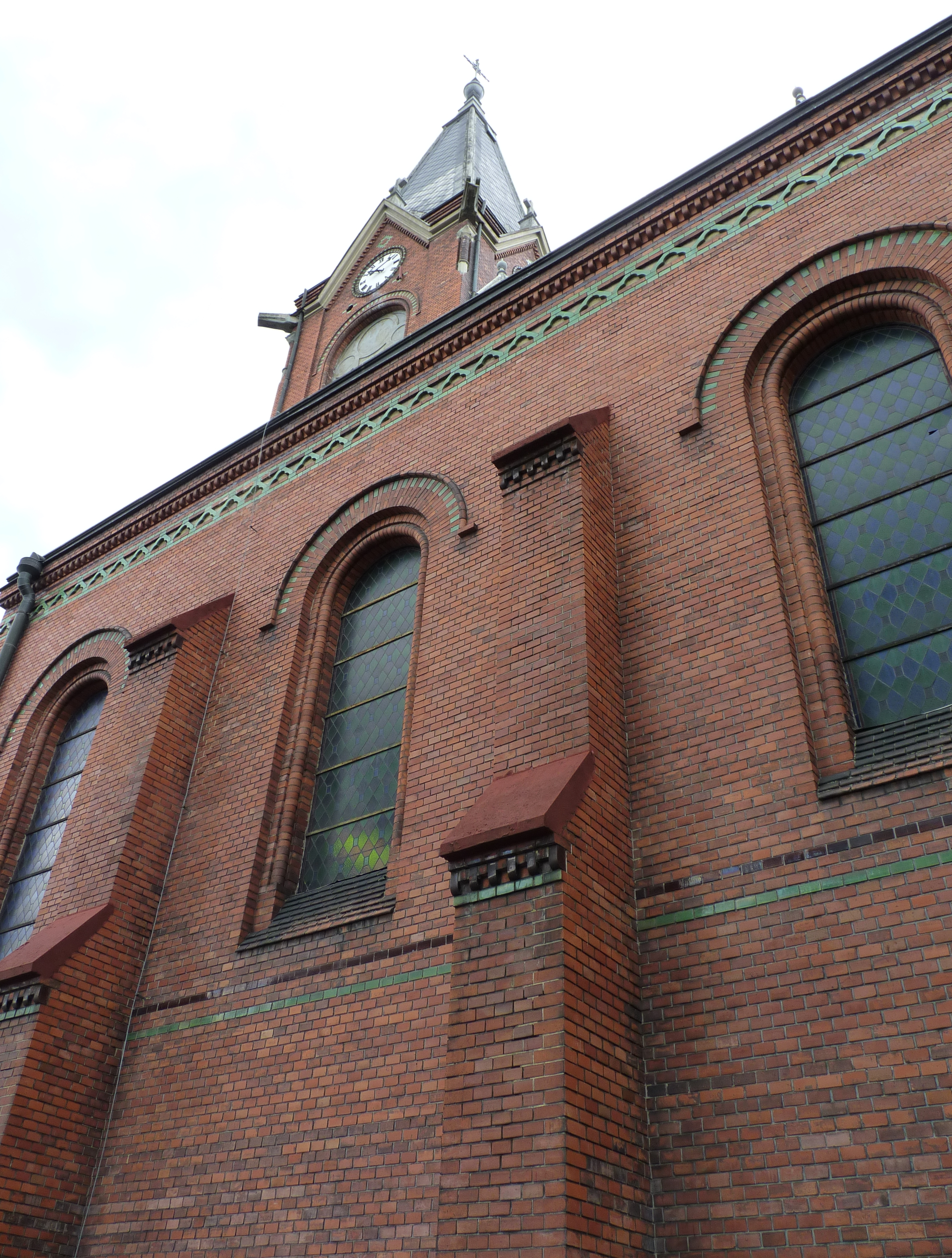
Opěráky lodi
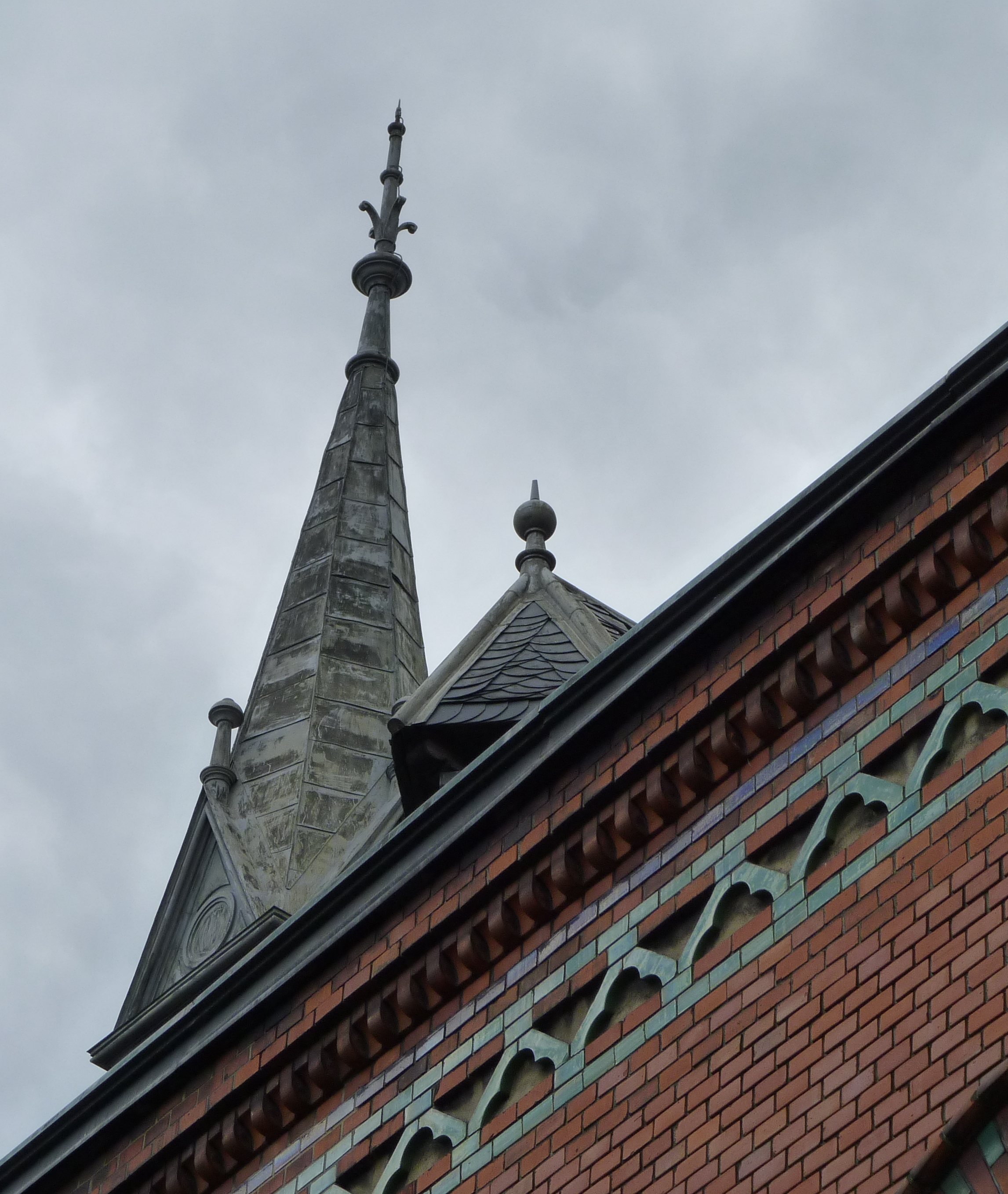
Korunní římsa a zdobný pás
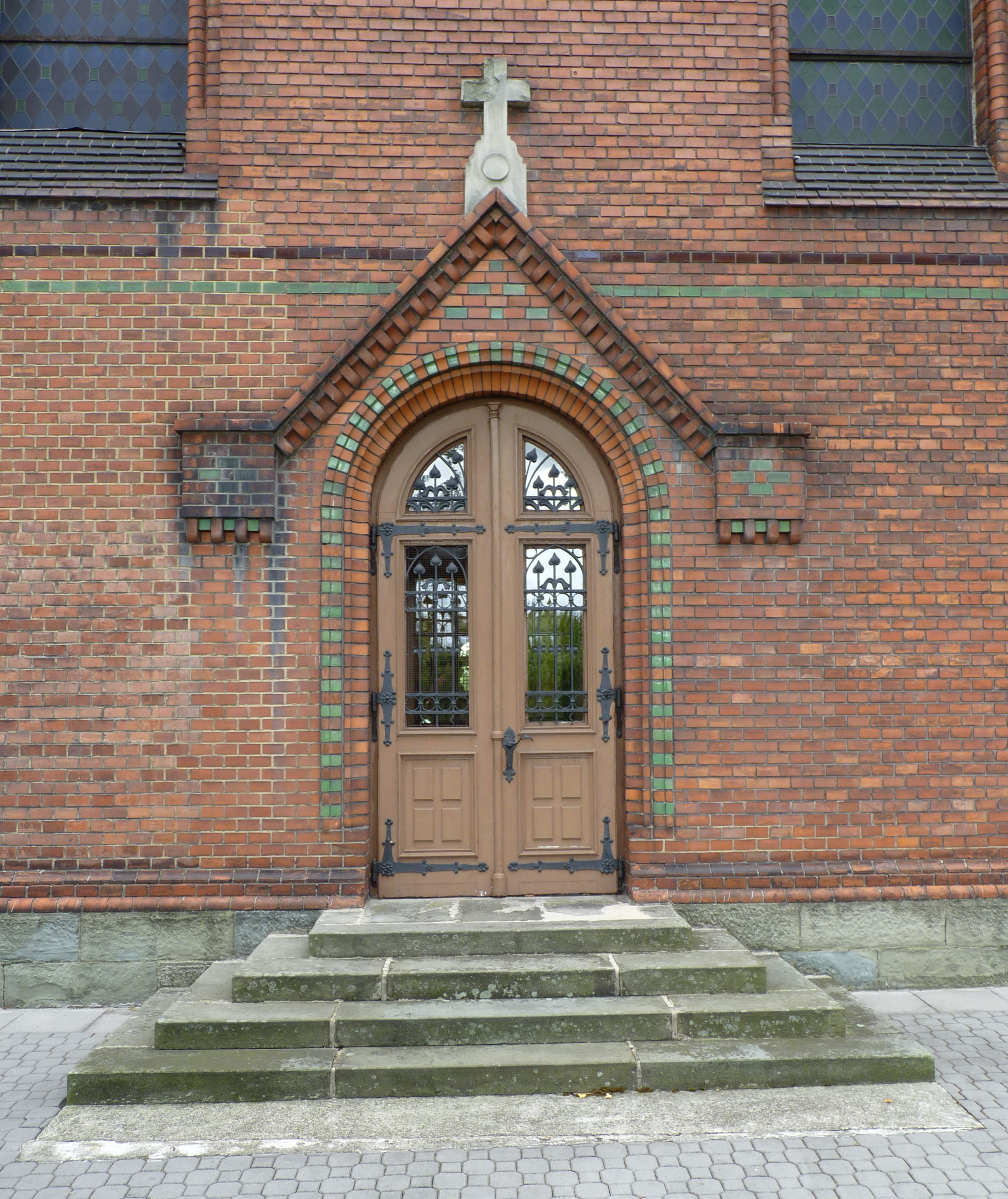
Vstup přes transept